# OneeChanbara

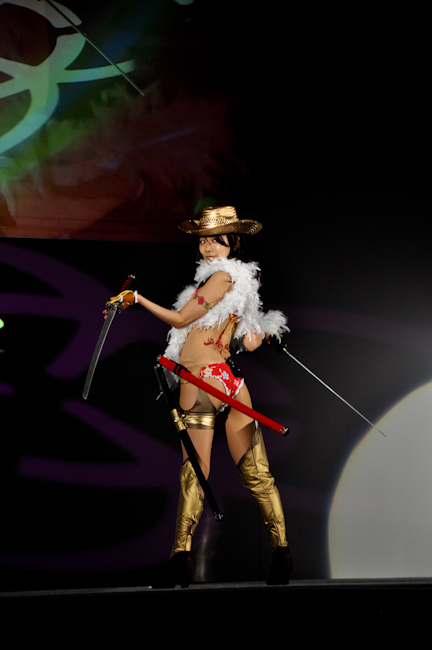
Cosplay d'une héroïne dOneeChanbara

OneeChanbara (お姉チャンバラ) est une série de jeux vidéo d'horreur et d'action développée par Tamsoft et éditée par D3 Publisher.
Le nom est un mot-valise combinant onee-chan (la grande sœur, qui désigne de manière plus générale les jeunes femmes adultes) et chanbara.
Il met en scène des cow-girls légèrement vêtues combattant des hordes de zombies à l'aide de leur katana.

## Liste de jeux
- 2004 : Simple 2000 Series Vol. 61: The OneeChanbara ou Zombie Zone (PlayStation 2)
- 2005 : Simple 2000 Series Vol. 80: The OneeChanpurū ~ The Onechan Special Chapter ~, Zombie Hunters ou Zombie Zone: Other Side (PlayStation 2)
- 2005 : Simple 2000 Series Vol. 90: The OneeChanbara 2 (PlayStation 2)
- 2006 : Simple 2000 Series Vol. 101: The OneeChampon ~ The Onechan 2 Special Chapter ~ ou Zombie Hunters 2 (PlayStation 2)
- 2006 : OneeChanbara Vortex ~ Imichi o tsugu mono tachi ~ ou Onechanbara: Bikini Samurai Squad (Xbox 360)
- 2006 : The OneeChanbara Mobile (téléphones portables)
- 2008 : OneeChanbara Revolution ou OneChanbara: Bikini Zombie Slayers (Wii)
- 2011 : OneeChanbara Special (PlayStation Portable)
- 2012 : OneeChanbara Z ~ Kagura ~ (Xbox 360)
- 2013 : OneeChanbara Z ~ Kagura ~ With NoNoNo! (PlayStation 3)
- 2014 : OneeChanbara Z2 ou Onechanbara Z2: Chaos (PlayStation 4, Windows)
- 2019 : OneeChanbara ORIGIN (PlayStation 4, Windows)

## Films
La série a été adaptée deux fois en film live :
- 2008 : OneeChanbara de Yôhei Fukuda
- 2009 : OneeChanbara Vortex de Tsuyoshi Shôji